# Expansionstheorie

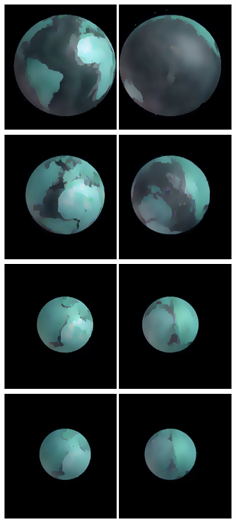
Grafische Darstellung der Erdexpansion: Zunahme der Größe des Planeten im Laufe der Erdgeschichte (von unten nach oben) und Entstehung der heutigen Konfiguration der Kontinente. Links: Westliche Hemisphäre mit Öffnung des Atlantiks. Rechts: Östliche Hemisphäre mit Öffnung des Pazifiks.

Die Expansionstheorie der Erde (auch Expansionshypothese genannt) ist eine gegen Ende des 19. Jahrhunderts entwickelte und besonders in den 1950er- und 1960er-Jahren diskutierte und heute überholte geotektonische Theorie. In ihrer moderneren Fassung versucht sie, die von Alfred Wegener postulierte Kontinentaldrift, vor allem das Auseinanderbrechen des Superkontinents Pangaea, durch eine ständige Vergrößerung des Erdradius zu erklären. Als wichtigste Vertreter gelten der deutsche Geowissenschafter Ott Christoph Hilgenberg, der ungarische Geophysiker László Egyed und der australische Geologe Samuel Warren Carey.
Die Theorie wird im wissenschaftlich-akademischen Umfeld nicht mehr vertreten, seit die Plattentektonik die Kontinentaldrift anhand von Konvektionsströmen im Erdmantel erklären kann. Vermessungen des Erdkörpers zeigen, dass gegenwärtig keine Expansion stattfindet.

## Geschichte und Begründungsversuche
Wie die zu gegenteiligen Schlüssen kommende Kontraktionstheorie ist die Expansionstheorie ein früher Versuch der Paläogeographie, den Werdegang des Erdkörpers nachzuzeichnen. Erkenntnisse über geologische Becken, Hebungen und Senkungen gaben Anlass, geodynamische Prozesse verstehen zu wollen. Erklärungsbedarf entstand, als auf beiden Seiten des Atlantischen Ozeans gleichartige Gesteinskomplexe nachgewiesen und ähnliche lebende und ausgestorbene Tiere und Pflanzen gefunden worden waren. Diese Befunde sowie das Ineinanderpassen der Küstenlinien beiderseits des Atlantiks veranlassten Alfred Wegener zur Entwicklung der Theorie der Kontinentaldrift. Es wurden auch Fossilien von Meerestieren in Gebirgen in großen Höhen nachgewiesen. Letzteres deutet auf vertikale Bewegungen von Teilen der Erdkruste hin.

### Ausdehnung bei konstanter Masse
Roberto Mantovani veröffentlichte 1889 und 1909 eine Theorie der Erdexpansion. Er nahm an, dass ein geschlossener Kontinent die gesamte Oberfläche einer damals sehr viel kleineren Erde bedeckte. Dieser sei durch vulkanische Tätigkeit aufgrund von Wärmeausdehnung auseinandergebrochen, wobei sich die Bruchstücke, aus denen die heutigen Kontinente hervorgingen, immer weiter voneinander entfernten, da die Aufrisszonen immer weiter expandierten und heute den Bereich der Ozeane bilden.
Als Mechanismus dieser Ausdehnung wurde kurz nach der Wende zum 20. Jahrhundert die neu entdeckte Radioaktivität vorgeschlagen: Die „Theorie der thermischen Zyklen“ von John Joly und Arthur Holmes stellt zudem einen Kompromiss zwischen Erdexpansion und Erdkontraktion dar. Durch einen Überschuss der inneren Wärmeproduktion, das heißt, wenn durch den radioaktiven Zerfall mehr Wärme produziert wird, als durch die natürliche Abkühlung verloren geht, entstehe eine Art Wärmestau. Es wurde angenommen, dass sich aufgrund des Temperaturanstiegs der Erdkörper ausdehne, wodurch sich in der Erdkruste Spalten bildeten. In diesen Spalten dränge Magma auf und erreiche teilweise als Lava die Erdoberfläche. Infolge der damit verbundenen erhöhten Wärmeabgabe träte nach der Phase der Aufwärmung und Ausdehnung eine Phase der Abkühlung und Schrumpfung ein. Diese Phasen bildeten eine dauernde Abfolge in der Erdgeschichte.
Dagegen nahmen Bernhard Lindemann (1927), Jacob Karl Ernst Halm (1935), László Egyed (1956), und Hugh Gwyn Owen (1983) eine Expansion durch Phasenübergänge im Erdkern an. Der Kern habe demnach aus einem superdichten Material bestanden, das sich in eine weniger dichte Form umwandelt und dabei expandiert. Egyed verband dabei seine Theorie mit einer möglichen Abnahme der Gravitationskonstante.
Die auf Wärmeausdehnung basierende Theorie steht im Widerspruch zu den meisten modernen Prinzipien der Rheologie. Auch fehlte eine anerkannte Erklärung für die benötigten Phasenübergänge. Wie A. D. Stewart anmerkte, würde ein Erdradius von etwa 4,500 km, wie er etwa für das Karbon (vor etwa 300 Millionen Jahren) angenommen werden könnte, bei gleicher Masse dazu führen, dass aufgrund des Gravitationsgesetzes die Schwerkraft an der Erdoberfläche 2 Mal so groß gewesen sein müsste wie heute.

### Ausdehnung durch Massenzunahme

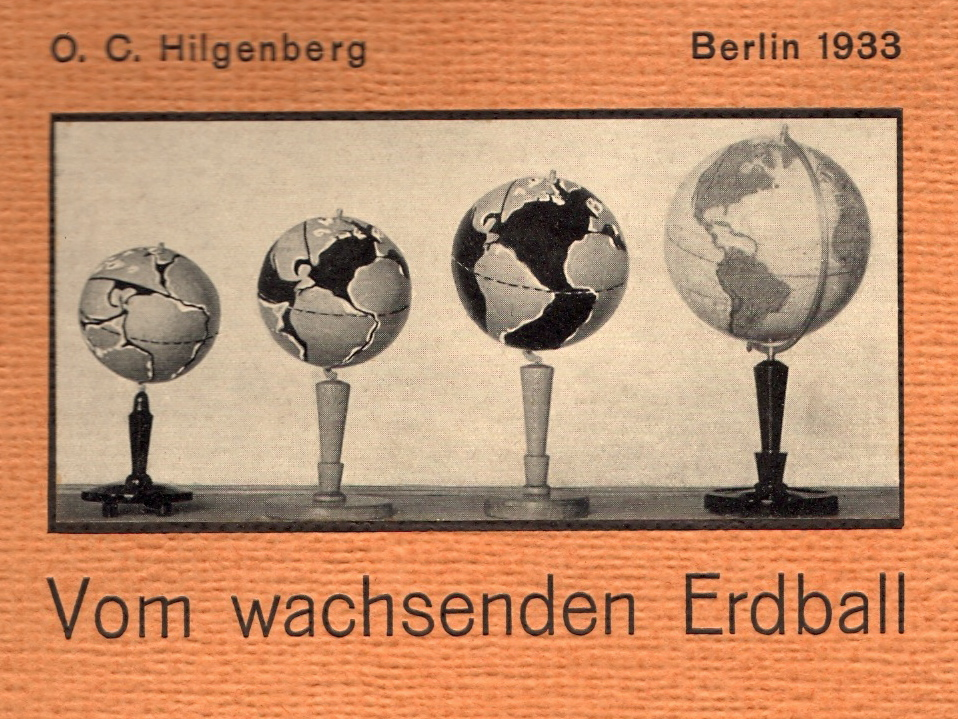
Hilgenbergs Globen zur Erdexpansion

Iwan Ossipowitsch Jarkowski schlug 1888 im Zusammenhang mit seiner mechanischen Erklärung der Gravitation eine Art Absorption des Äthers vor, welcher in den Himmelskörpern in neue chemische Elemente transformiert würde und so eine Expansion der Himmelskörper verursacht. Er erwähnt jedoch nicht den Zusammenhang mit der Bildung der Kontinente. Ein umfassendes Werk über die Expansion der Erde, das sich auf die Massen- und Volumenzunahme durch Absorption von Äther stützte, trägt den Titel „Vom wachsenden Erdball“, stammt von Ott Christoph Hilgenberg und erschien 1933. Hilgenberg versuchte zudem zu zeigen, dass die Kontinente auf einer Erdkugel kleineren Durchmessers („Schelfkugel“) lückenlos untergebracht werden können und sich die Ozeanbecken erst durch die Expansion des Erdkörpers, gebildet hätten.
Bruce C. Heezen deutete 1960 die Entdeckung des Rift Valleys im Atlantik als Hinweis auf eine expandierende Erde. Manche Anhänger der Theorie vermuten als Ursache eine Ätherwirkung. Die Entstehung von neuer Erdmaterie durch Absorption von „Äther“ ist jedoch mit der modernen Physik nicht zu vereinbaren, schon allein weil im Weltraum nachweislich kein „Äther“ existiert, jedenfalls nicht im ursprünglichen Sinne der Äther-Hypothese. Die einzige von der modernen Physik akzeptierte „Materie“, die dem „Äther“ zumindest halbwegs nahekommt, sind Neutrinos, die allerdings mit der Materie der Erde faktisch nicht wechselwirken, sondern sie einfach durchdringen und die zudem quasi masselos sind.

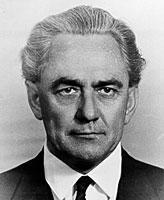
Samuel Warren Carey

Der bekannteste Vertreter des Modells Erdexpansion, Samuel Warren Carey, schlug noch 1996 ebenfalls eine Massenzunahme vor, schränkte aber ein, dass eine wirkliche Lösung des Problems erst auf kosmologischer Ebene im Zusammenhang mit der Expansion des Universums erreicht werden kann. Wie Carey anmerkt, ist dieses Modell wenigstens nicht von der Kritik Stewarts betroffen: Denn wenn neben dem Radius auch die Masse der Erde in der Vergangenheit kleiner war, kompensieren sich diese Effekte und die Schwerkraft an der Oberfläche bliebe zumindest annähernd konstant und nähme nicht ab. Wäre die Massenzunahme größer als die Zunahme des Radius, hätte die Schwerkraft bis heute sogar zugenommen, und die enorme Größe einiger Dinosaurier wäre nach Ansicht Careys mit einer seinerzeit geringeren Schwerkraft leicht zu erklären.
Nach Berechnungen der NASA gelangen täglich etwa 100 Tonnen Meteoriten in die Erdatmosphäre. Der größte Teil verglüht in der Atmosphäre und geht teilweise als Staub nieder. Eine solche Akkretion gilt jedoch als sehr kleiner Bruchteil der von der Hypothese der expandierenden Erde geforderten Massenzunahme.

### Abnahme der Gravitationskonstante
Diese Hypothese entstand aufgrund der Vermutung von Paul Dirac (um 1938), dass sich der Wert der Gravitationskonstante seit der Entstehung des Universums und mithin auch seit der Entstehung des Sonnensystems und der Erde kontinuierlich verringert hat. Dies veranlasste Pascual Jordan im Jahr 1964, eine Expansion aller Planeten im Sonnensystem zu postulieren. Im Gegensatz zu den anderen Erklärungsmodellen wurde diese Hypothese zumindest im Rahmen der Physik als durchaus möglich eingestuft. Max Born beschreibt Jordans Modifikation der Gravitationshypothese als „systematische Verallgemeinerung“ der Allgemeinen Relativitätstheorie Einsteins.
Diese Hypothese verursacht wie die Theorien mit konstanter Masse Erklärungsprobleme in Bezug auf die Existenz der Dinosaurier. Die Schwerkraft würde an der Oberfläche nicht nur wegen des geringeren Radius, sondern auch wegen der höheren Gravitationskonstante sehr viel größer sein als heute, und auch hier wären einige Saurierarten unter ihrem eigenen Körpergewicht zusammengebrochen. Haupteinwand gegen diese Theorie ist, dass neuere Messungen einer möglichen Variation der Gravitationskonstante eine obere Grenze für eine relative Veränderung von lediglich 5·10−12 ergaben. Das ist ein um den Faktor 10 geringerer Wert, als ihn Jordan für seine Theorie benötigt.

### Modernere Ausprägungen der Expansionstheorie
Eine jüngere Generation von Expansionisten, zu denen der britische Geophysiker Hugh G. Owen und der italienische Geophysiker Giancarlo Scalera gehören, erkennen die im Verlauf der Jahrzehnte seit der Formulierung der Theorie der Plattentektonik gesammelten Belege für die Existenz der Plattenbewegungen und insbesondere auch das Konzept der Subduktion ozeanischer Lithosphäre (siehe unten) an. Stattdessen argumentieren sie, gestützt auf vermeintliche Schwächen der Plattentektonik-Theorie, dass trotz Subduktion eine Erdexpansion stattgefunden habe. Owen konzentriert sich in einem Artikel im New Scientist aus dem Jahr 1984 vor allem auf die Passung der passiven Kontinentalränder. So ließen sich Südamerika und Afrika, und noch vielmehr die Ränder des Indischen Ozeans nur auf einem Globus perfekt aneinanderfügen, der kleiner sei als die heutige Erde. Damit ignoriert er die seinerzeit weitgehend akzeptierte Ansicht, dass der Indische Ozean der Nachfolger des Tethys-Beckens ist, das während der Norddrift Indiens komplett subduziert wurde. Giancarlo Scalera argumentiert unter anderem mithilfe von Unstimmigkeiten im Konzept der Subduktion, die sich aus seismischen Untersuchungen des sublithosphärischen Erdmantels an und im Umfeld von Subduktionszonen ergäben. Er konstatiert, dass Subduktion zwar stattfände, sie aber in einem Ausmaß, wie es auf einer Erde mit konstanter Größe erforderlich wäre, aufgrund der physikalischen Bedingungen im Erdmantel nicht möglich sei. Wie ihre Vorgänger können weder Owen noch Scalera überzeugende Ursachen bzw. Mechanismen für eine Erdexpansion benennen.

## Erdexpansion und Großtektonik

### Urkontinent
Nachdem die Erde entstanden war, soll ein Urkontinent existiert haben, der die Oberfläche der Erde praktisch vollständig bedeckt hat, wobei allerdings die frühere Existenz der Palaeotethys außer Acht gelassen wird. Durch die Zunahme des Erdvolumens sei die Erdkruste an ihren schwächsten Stellen, wo nun die Ozeane liegen, aufgerissen und habe so zur Entstehung der Kontinente geführt. Wie nach der etablierten Theorie der Plattentektonik entsteht dabei neuer Ozeanboden durch Ozeanbodenspreizung an den mittelozeanischen Rücken. In der ursprünglichen Fassung der Expansionstheorie, wie sie von Hilgenberg oder Carey vertreten wurde, fehlt der Ausgleich durch den Prozess der Subduktion, durch den alte Kruste absinkt, die Entstehung von neuer Kruste somit kompensiert und einen konstanten Radius möglich macht. Modernere Expansionisten akzeptieren das Konzept der Subduktion und verbinden es mit der Expansionstheorie. Angesichts der Tatsache, dass die kontinentale Kruste heute etwa 40 % der Erdoberfläche bedeckt, muss die Erde nach der Expansionstheorie anfangs eine Fläche von ca. 204 Millionen km² gehabt haben. Dies würde in einem Radius von etwa 4030 km (verglichen mit 6378 km heute) resultieren.

### Form der Kontinente
Als Hauptargument für die Erdexpansion wird angeführt, dass, wenn man gedanklich den Erdradius reduzierte, sodass sich die heutigen Ozeanbecken schlössen, die Kontinente unter Berücksichtigung ihrer stärkeren Krümmung angeblich besser zueinander passten, als es bei den Rekonstruktionen des Wegener’schen Urkontinents Pangaea bei konstantem Radius der Fall sei. Von den meisten Vertretern wird dabei ein ursprünglicher Radius von ca. 50–70 % des heutigen Wertes angenommen. Einigkeit besteht darüber, dass die Entstehung der mittelozeanischen Rücken gegen Ende des Perm bzw. im Mesozoikum begann und zwar auch im Pazifischen Ozean. Deshalb wird im Gegensatz zur Theorie der Plattentektonik auch eine Übereinstimmung der Konturen bei den gegenüberliegenden pazifischen Küsten postuliert, wofür verschiedene Modelle vorgeschlagen wurden. Eine Ausnahme bilden hier wieder die moderneren Expansionisten, die für die Entstehung des Atlantiks und des Pazifiks nicht den gleichen Zeitraum postulieren.

### Gebirgsbildungen
Einigen Modellen von deutschen und italienischen Geologen des 19. Jahrhunderts folgend erklärt Carey die Gebirgsbildung als Folge des Aufsteigens von leichteren Gesteinsbereichen (Diapir) aufgrund des Wechselspiels von Gravitation, Wärmeausdehnung und Phasenübergängen. Hingegen erklärt die Theorie der Plattentektonik die Entstehung von Faltengebirgen mit dem Materialstau in der Kollisionszone zweier Kontinentalblöcke während der Endphase einer Plattenkonvergenz (vgl. → Subduktion). Für die Plattentektonik spricht hierbei unter anderem die Existenz von tektonischen Decken und ganzen Deckenkomplexen, insbesondere in den geologisch jungen Faltengebirgen. Solche Decken entstehen, wenn sich infolge des Materialstaus die oberen Bereiche der Erdkruste entlang annähernd horizontaler Abscherflächen übereinander stapeln. Solche Strukturen sind mit einfachem Diapirismus nicht vereinbar.

### Entstehung der Ozeanbecken bzw. -böden
Stewart gab an, dass bei einer Reduktion des Erdradius um die Hälfte die gesamte Erdoberfläche von einem Ozean mit einer Tiefe von mindestens 8 km bedeckt war, vorausgesetzt, die Wassermenge entspräche dem heutigen Wert. Während der Expansion seien dann die Kontinente aus diesem Urozean aufgetaucht, wobei sich das Wasser in den Aufriss- bzw. Expansionszonen gesammelt habe, welche die heutigen Ozeanbecken bilden. Carey negierte hingegen die Existenz eines weltumspannenden Urozeans und schlug stattdessen vor, dass das Wasser bei der Entstehung der Ozeanböden aus der entsprechenden Lava ausgegast und zum Wasser des Urozeans hinzugekommen sei. Ozeanische Erdkruste ist im Vergleich zur kontinentalen Erdkruste viel jünger. Die älteste ozeanische Kruste in heutigen Meeresbecken ist etwa 280 Mio. Jahre alt (Perm), wohingegen die älteste bekannte kontinentale Kruste rund 4 Mrd. Jahre alt ist. Während die klassische Expansionstheorie die Altersunterschiede damit erklärt, dass nur die kontinentale Kruste der Kruste der Urerde entspräche und die Ozeanbecken das Resultat der Erdexpansion seien, erklärt die Theorie der Plattentektonik das geringe Alter der ozeanischen Kruste als Ergebnis eines Kreislaufs zwischen Neubildung und Subduktion, den es wahrscheinlich bereits seit mindestens 3,8 Mrd. Jahren gibt. Im Vergleich zur klassischen Expansionstheorie erwächst aus einer plattentektonischen Interpretation dieser Fakten weder ein zusätzlicher Erklärungsbedarf dafür, dass trotz eines Erdalters von rund 4 Mrd. Jahren die Bildung der heutigen Ozeanböden erst vor rund 300 Mio. Jahren begonnen hat, noch für die im Gegensatz zum Atlantik nicht wirklich gut zusammenpassenden Kontinentalränder des Pazifikbeckens, die Asymmetrie des Pazifikbeckens (vgl. → Ostpazifischer Rücken) sowie die Existenz des pazifischen Feuerrings. Plattentektonischen Rekonstruktionen zufolge ist das Pazifikbecken ungefähr doppelt so alt wie das Atlantikbecken und seine Ränder haben sich im Lauf der Erdgeschichte stark verändert (siehe auch → Panthalassa). Auch die moderneren Anhänger der Expansionstheorie erkennen dies an.

### Geschwindigkeit der Expansion
Einige wie Jordan oder Egyed gingen von einer gleichmäßigen, langsamen Expansion aus. Egyed gab dabei die jährliche Vergrößerung des Erdradius mit etwa 0,5 bis 1 mm an, wobei die Expansion bereits bei der Entstehung der Erde einsetzte. Eine konstant niedrige Expansionsrate steht jedoch in Widerspruch mit der relativ raschen Drift der Kontinente, die nachweislich seit der Trias-Jura-Wende vor ca. 200 Mio. Jahren stattgefunden hat, als Pangaea zu zerbrechen begann. Deswegen beziehen weniger orthodoxe Befürworter der Expansion auch die Subduktion in ihre Modelle ein, was eine gleichmäßige, langsame Expansion bei relativ rascher Kontinentalverschiebung garantieren soll. Carey hingegen verwirft die Subduktion vollständig und nimmt deswegen eine schnelle Expansion an. Es stellt sich dabei jedoch die Frage, warum die Pangaea erst im Mesozoikum zerbrach und was in den Milliarden Jahren vorher geschah. Er ergänzte deswegen seine Hypothese um die Annahme, dass die Expansion zu Beginn relativ langsam verlaufen sei, mit der Zeit sei die Expansionsrate jedoch exponentiell angestiegen. Eine Begründung für diese Beschleunigung konnte er jedoch nicht angeben.

## Hauptargumente gegen eine Erdexpansion
- Wu et al. führten 2011 eine Präzisionsmessung des International Terrestrial Reference Frame (unter Benutzung von Satellite Laser Ranging, Very Long Baseline Interferometry, Global Positioning System, und Doppler Orbitography and Radiopositioning Integrated by Satellite) durch und kombinierten dies mit Daten des Gravity Recovery and Climate Experiments. Die Daten zeigten eine mittlere jährliche Vergrößerung des Erdradius von 0,1 mm, bei einer Messungenauigkeit von 0,2 mm pro Jahr. Damit kann für die Gegenwart keine Expansion nachgewiesen werden.[1][2]
- Williams (2000) weist auf Untersuchungen des Trägheitsmoments der Erde hin, nach denen in den letzten 620 Mio. Jahren keine nennenswerte Änderung des Erdradius stattgefunden haben kann und somit die Erdexpansion nicht haltbar sei.[33]

Seit 1970 wurde im Rahmen von Strukturgeologie, Seismologie, Petrologie und Isotopengeochemie eine große Anzahl von Hinweisen gefunden, dass der Prozess der Subduktion tatsächlich stattfindet. Dies schließt eine Expansion zwar nicht prinzipiell aus, jedoch wird dadurch eine Konstanz des Erdradius sehr viel wahrscheinlicher. Beobachtungen, welche als überzeugende Belege für die Subduktion gewertet werden, sind folgende:
- Die Existenz der Wadati-Benioff-Zonen, welche durch die abtauchenden Platten bei der Subduktion gebildet werden.
- Durch seismische Tomographie erstellte 3D-Modelle des Erdmantels zeigen kalte Zonen von sinkendem Material genau in den Regionen, in denen die Plattentektonik das Absinken der Erdkruste in den Erdmantel voraussagt.
- Petrologische Erforschung von Gesteinen aus Gebirgsketten zeigen an, dass diese oft aus sehr tiefen Stellen kommen, wobei diese vertikale Bewegung durch das Wechselspiel von Subduktion und Obduktion erklärt werden kann. Die Existenz von Eklogit in Gebirgen zeigt dabei, dass Gestein tief in den Erdmantel geschoben wurde, was durch die so genannte „slab-pull“-Kraft bei den mittelozeanischen Rücken im Rahmen der Plattentektonik erklärt werden kann.
- Die Existenz von großen Scherzonen (Sutur) in den meisten Gebirgszügen. Paläomagnetische und mineralogische Studien zeigen, dass Gesteine nebeneinander liegen, welche ursprünglich tausende Kilometer voneinander entfernt waren. In anderen Worten: Ein Teil der Kruste fehlt. Die Strukturgeologie zeigt, dass diese fehlenden Teile der Kruste nicht direkt unterhalb der Scherzonen liegen. Stattdessen haben sie sich anscheinend entlang der Sutur in den Mantel bewegt. Das ist ein sicherer Hinweis auf die Existenz von Kontinentalkollisionen und von Subduktion.
- Metalle der Seltenen Erden von vulkanischem Gestein, welche über Subduktionszonen geformt werden, entsprechen den Sedimenten an der Spitze einer der Subduktion unterworfenen Platte.

## Status der Theorie
Obwohl noch immer von einigen Forschern außerhalb des wissenschaftlichen Mainstreams vertreten, gilt nach dem heutigen Stand der Wissenschaft die Auffassung, dass das Erdexpansionskonzept falsch ist. Eine gegenwärtige Erdexpansion konnte experimentell nicht verifiziert werden, ebenso konnte noch kein akzeptabler Mechanismus zur Erklärung der Expansion erstellt werden. Die Theorie kann weder die zahlreichen Prozesse der Geodynamik noch die durch die verschiedenen Disziplinen der Geologie (z. B. Tektonik, Paläomagnetismus, historische Geologie) zusammengetragenen Erkenntnisse über die Paläogeographie der Erde sowie das durch Seismik ermittelte Bild der Erdkruste und des obersten Erdmantels erklären. Diese Tatsachen, zusammen mit der Weiterentwicklung der Theorie der Subduktion, führten zum Verschwinden der Theorie aus der derzeitigen wissenschaftlichen Diskussion.